# Dieter Lehmann (Fußballspieler)
Dieter Lehmann (* 10. September 1940) ist ein ehemaliger deutscher Fußballspieler, der 1964/65 für den SC Neubrandenburg in der DDR-Oberliga, der höchsten Spielklasse im DDR-Fußball, aktiv war.

## Sportliche Laufbahn
Mit dem organisierten Fußballspielen begann Dieter Lehmann 1953 als Dreizehnjähriger bei der Betriebssportgemeinschaft (BSG) Traktor in der Nordharzgemeinde Ermsleben. Erstmals im höherklassigen Fußball erschien er in der Saison 1962/63 bei der BSG Chemie Wolfen, für die er neun Punktspiele in der zweitklassigen DDR-Liga bestritt. Zur Saison 1963/64 wechselte Lehmann zum DDR-Ligisten Turbine Neubrandenburg, bestritt dort als Abwehrspieler 13 Punktspiele und stieg anschließend mit der Mannschaft in die DDR-Oberliga auf. In der Oberligasaison 1964/65, in der die Neubrandenburg als Sportclub Neubrandenburg antraten, wurde er von Beginn an erneut in der Abwehr eingesetzt, kam aber nach fünf Spielen nicht weiter zum Zuge. Der SC Neubrandenburg musste am Saisonende wieder in die DDR-Liga absteigen, und Lehmann wanderte zur BSG Motor Schwerin in die drittklassige Bezirksliga ab. In den höherklassigen Fußball kehrte er nicht mehr zurück.